# Lohner Pfeilflieger
Lohner Pfeilflieger je bilo izvidniško letalo Avstro-Ogrskega proizvajalca Lohner, proizvajano pred in med prvo svetovno vojno. 
Na ozemlju današnje Slovenije je to letalo prvič pristalo na letališču Tezno v Mariboru dopoldne 28. oktobra leta 1913. Izstopila sta pilot poročnik Rzemenoivsku plemeniti Trauteneg ter njegov opazovalec poročnik Stojsavijevič. Letalo je bilo varianta B.III z motor Austro-Daimler 120 HP.

## Specifikacije
Splošne karakteristike
- Posadka: 2 pilot in opazovalec
- Dolžina: 8,50 m ()
- Razpon kril: 13,4 m ()
- Višina: 3 m ()
- Površina kril: 37,5 m² ()
- Teža praznega letala: 630 kg ()
- Maks. vzletna teža: 970 kg ()
- Pogon letala: 1 ×  Austro Daimler 120 PS, 120 KM ()

 Zmogljivost 
- Potovalna hitrost: 115 km/h
- Hitrost vzpenjanja: 1,4 m/s ()